# 托盧卡火山
托盧卡火山（西班牙語：Nevado de Toluca）是墨西哥的火山，位於該國中部，由墨西哥州負責管轄，距離首都墨西哥城約80公里，海拔高度4,680米，最近一次火山噴發在公元前1350年發生。

## 图片

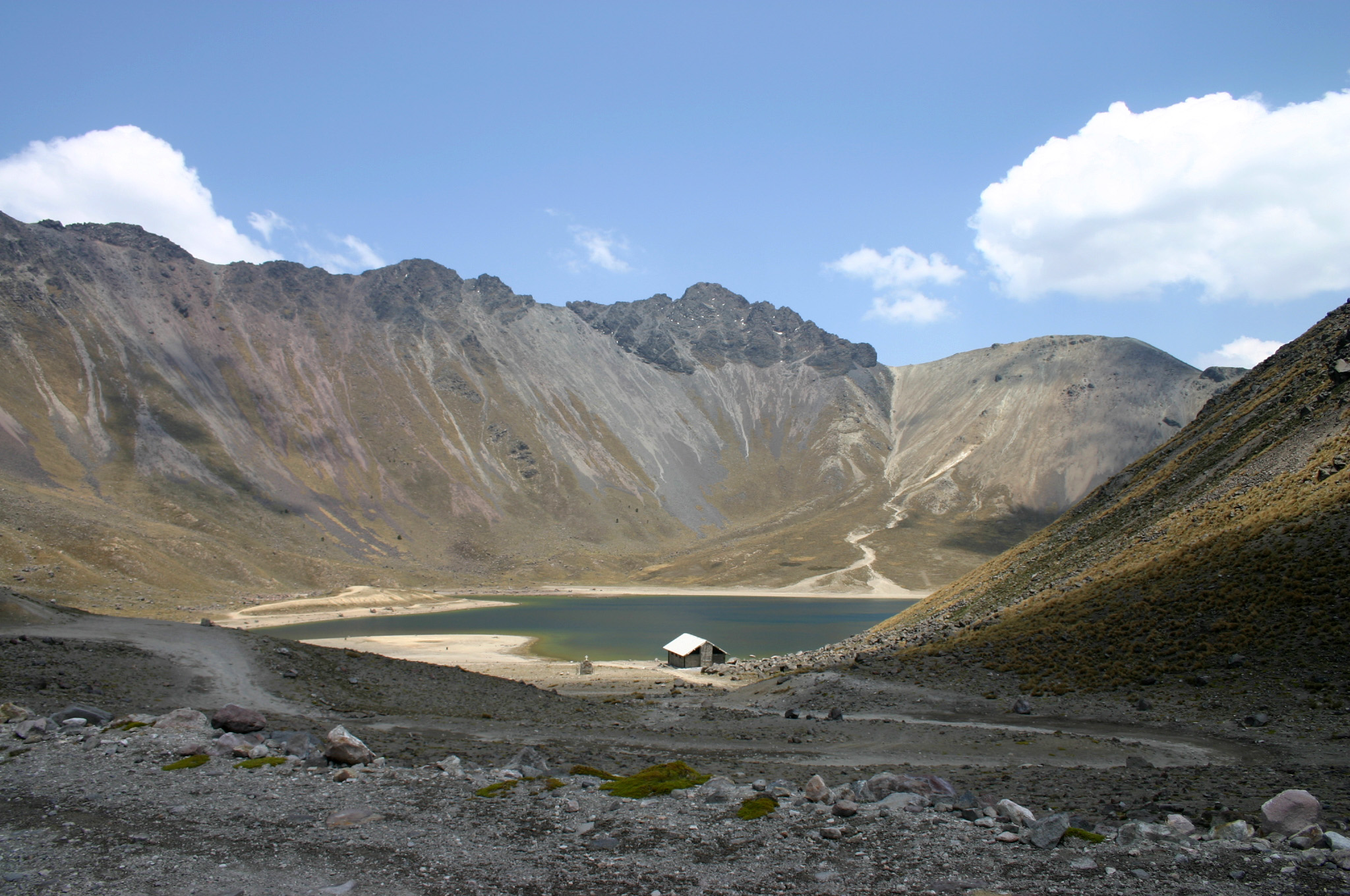
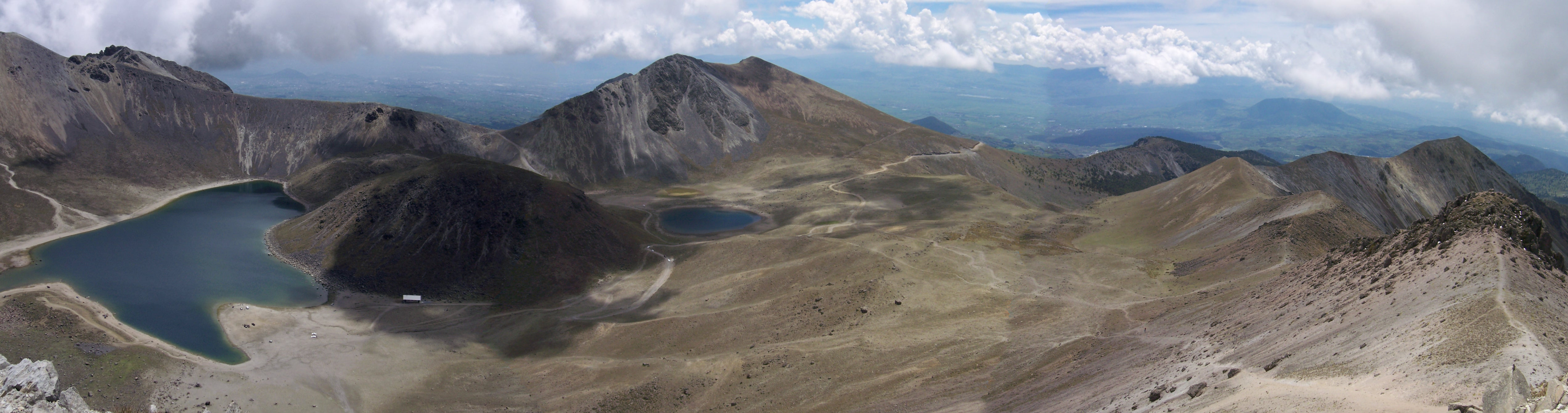
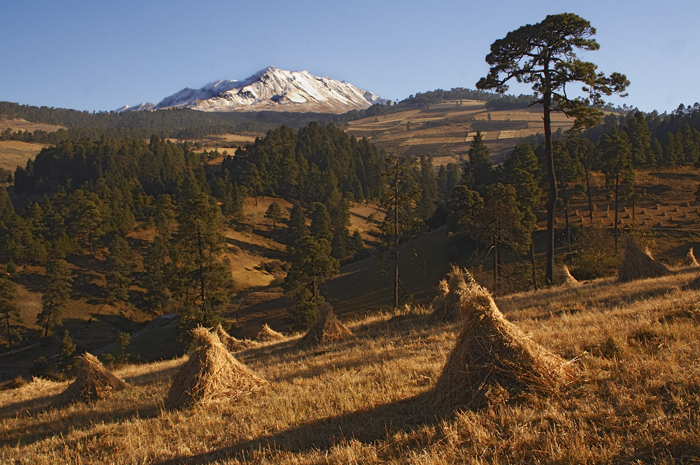
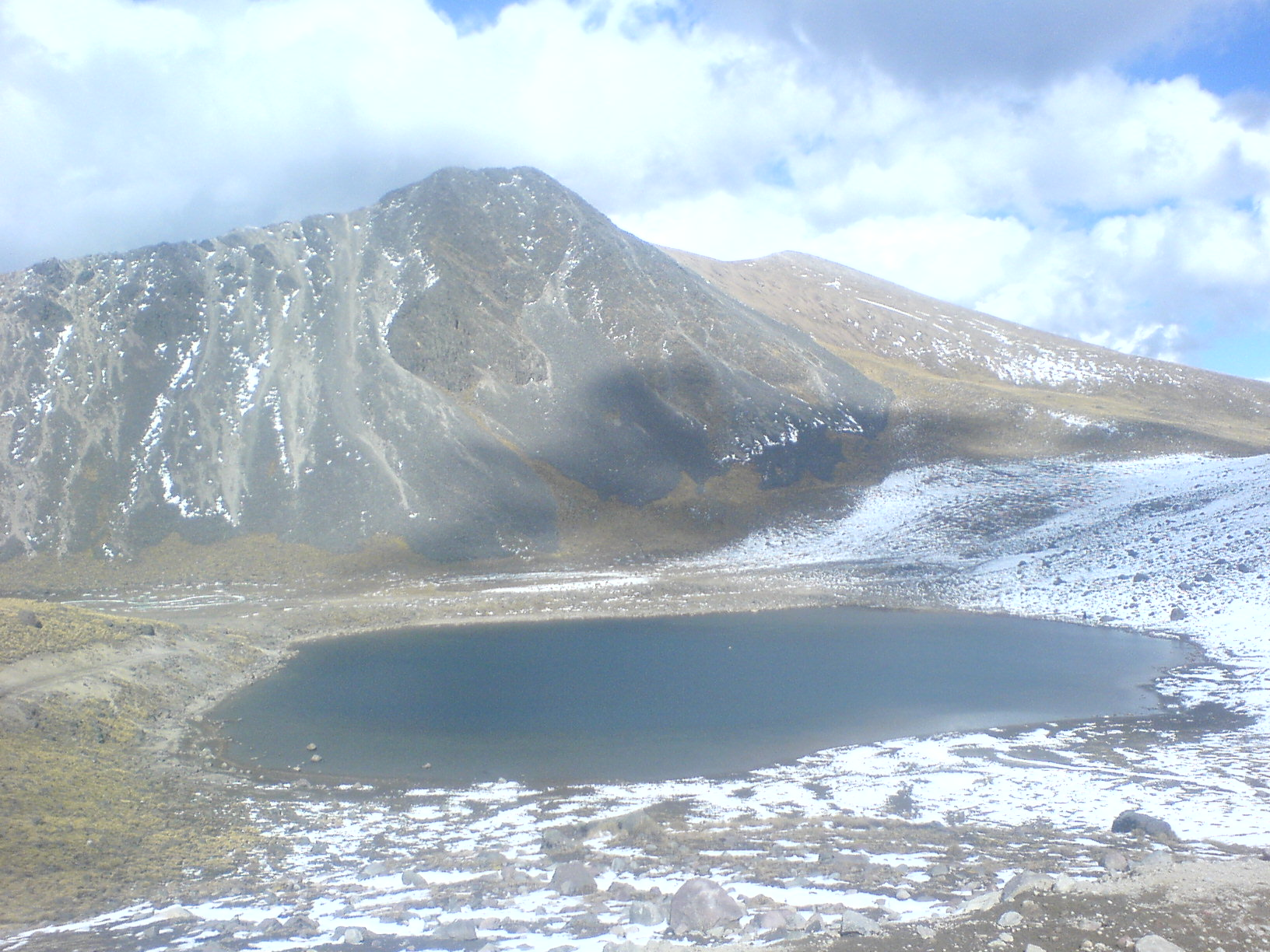
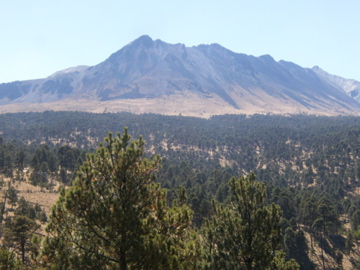
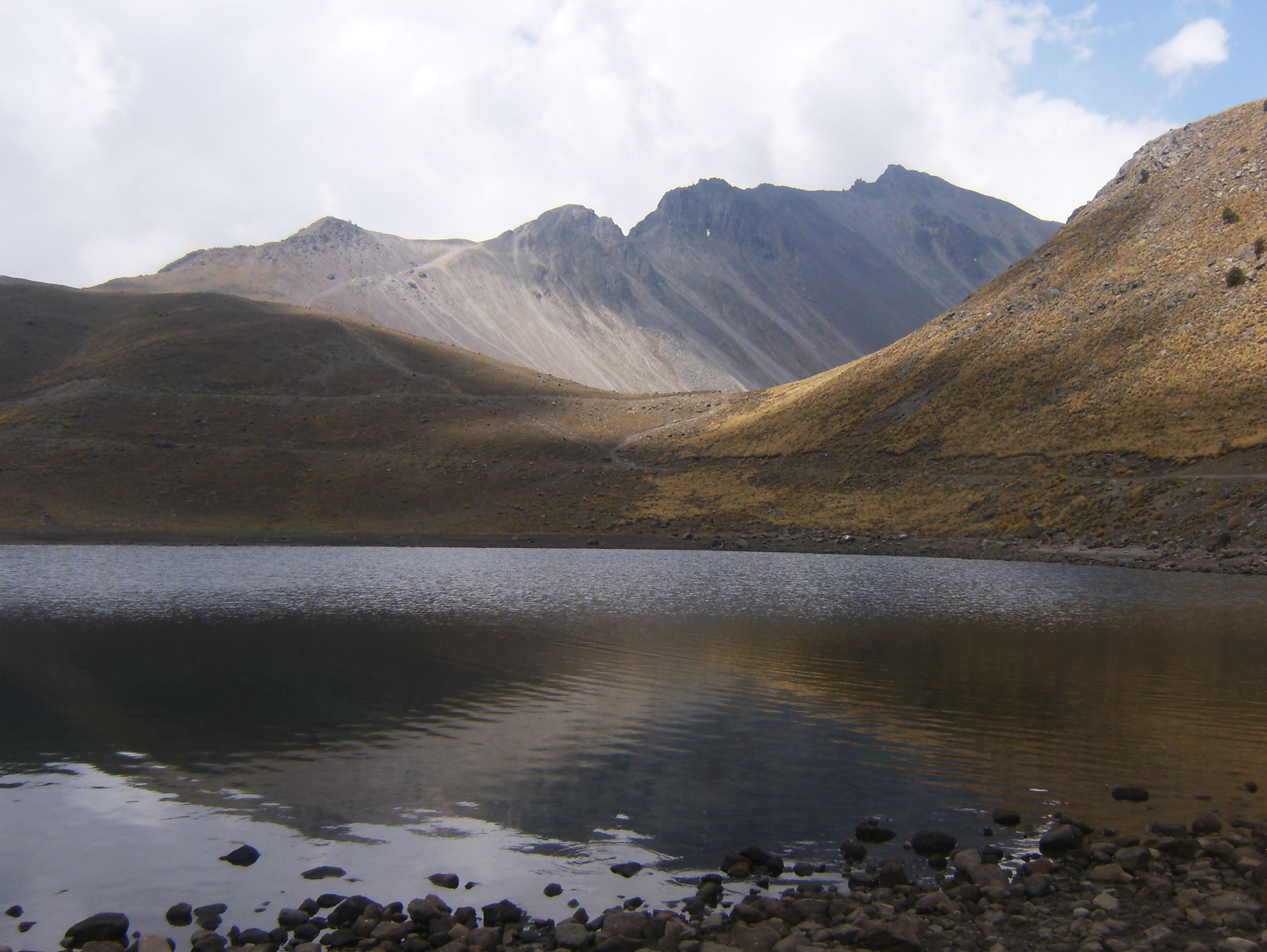
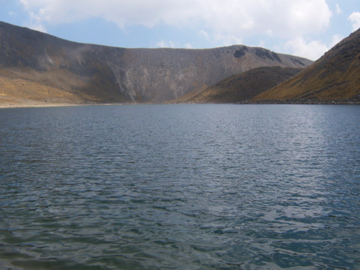
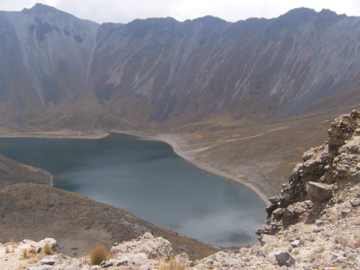